# Doolin de Maience
 (mars 2022).

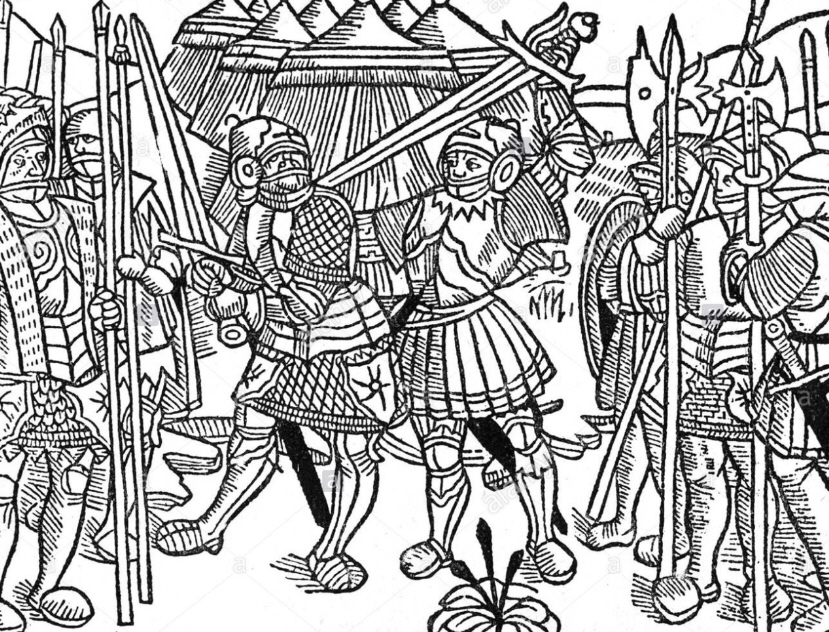
Doolin de Maience, gravure du livre La Fleur des batailles Doolin de Mayence, 1501.

Doolin de Maience, Doon de Maience ou Doolin de Mayence est un baron héros des poèmes épiques médiévaux en vieux français connus sous le nom de chansons de geste, qui forment ensemble le noyau des légendes de Charlemagne. L'histoire de Doolin est racontée dans une chanson appartenant à un cycle appelé Geste de Doolin de Maience. Ce cycle parle des barons rebelles de Charlemagne et contient les histoires de héros tels que Girart de Roussillon, Raoul de Cambrai, Renaud de Montauban et Ogier le Danois, qui sont tous représentés comme opposés à Charlemagne bien que le nom de l'empereur soit probablement souvent utilisé pour désigner son successeur plus faible, Louis. La chanson traitant de Doolin lui-même donne d'abord un récit romantique de son enfance ; la seconde moitié, décrivant ses guerres en Saxe, peut avoir une base historique.

## Lectures

### Éditions anciennes
- La fleur des batailles Doolin de Maience Paris, Antoine Vérard, 27 mai 1501[2]
- S'ensuyt la fleur des batailles Doolin de Mayance Paris, Jean Trepperel, [entre 1502 et 1511][3]
- Doolin de Mayence. [S]'ensuyt la fleur des batailles Doolin de Mayence, contenant les merveilleuses proesses faictes sur le roy Dannemarc et sur le roy de Saxonne pour lors infidelles et turcz, par Charlemaigne Doolin, et Guerin de Montglaiue. Lyon, Olivier Arnoullet, [vers 1525]
- S'ensuyt la fleur des batailles Doolin de Mayence contenant les merveilleuses prouesses faictes sur le roy de Dannemarc et sur le roy de Saxonne pour lors infidelles et turcz, par Charlemaigne, Doolin et Guerin de Montglaue. Paris, Alain Lotrian et Denis Janot, [entre 1530][4]
- La conqueste du grant roy Charlemaigne des Espaignes, et les vaillances des douze pers de France. Et celles du vaillant Fierabras. [à la fin:] Les faictz et gestes du noble chevalier preux et hardy Doolin de Mayence filz du noble conte Guy de Mayence. Paris, Alain Lotrian, [entre 1530 et 1547][5]
- La fleur des batailles de Doolin de Mayence Paris, Pierre Sergent, [s.d.]
- La fleur des batailles et merveilleuses prouesses faictes par Doolin de Maience Lyon, Olivier Arnoullet, 26 février 1550 (= 1551 n. s.)
- Histoire de la fleur des batailles Doolin de Mayence, contenant les merveilleuses prouesses faictes sur le roy Dannemont, et sur le roy de Saxonne, pour lors infidelles et Turcs, par Charlemaigne, Doolin, et Guerin de Montglaiue. Paris, Nicolas Bonfons, [vers 1587][6]
- La fleur des batailles de Doolin de Mayence, contenant les merveilleuses prouesses Faictes sur le roy Dannemont, et sur le roy de Saxonne, pour lors infidelles et Turcs, par Charlemagne, Doolin, et Guerin de Montglaiue. Lyon, Benoît Rigaud, 1597
- L'histoire du preux et vaillant Dolin de Mayence en son temps la fleur des chevaliers françois Rotterdam, Jean Waesbergue, 1604
- L'histoire de la fleur des batailles de Doolin de Mayance, contenant les merveilleuses prouesses faictes sur le roy Dannemont: et sur le roy de Saxonne, pour lors infidelles, & Turcs. Par Charlemaigne, Doolin et Guerin de Montglaiue. Troyes, Nicolas Oudot, 1623
- L'histoire de la fleur des batailles Doolin de Maience Rouen, Pierre Mullot, [vers 1625]
- L'histoire de la fleur des batailles Doolin de Maience Rouen, Loys Costé, [vers 1625]
- L'histoire de la fleur des batailles Doolin de Maience Rouen, Loys Costé, 21 août 1626

### Éditions modernes
- La fleur des batailles Doolin de Maience, publiée par Antoine Vérard (1501). Édition critique par Marie-Jeanne Pinvidic, Paris, Champion (Textes littéraires de la Renaissance, 6), 2011, 535 p.

#### Traductions modernes
- en allemand:
  - Doolin von Mainz, ein Rittergedicht, trad. all. Johann Baptist von Alxinger, Carlsruhe, Schmieder (Sammlung der besten deutschen prosaischen Schriftsteller und Dichter, 161), 1787; 2e éd.: Leipzig, Göschen, 1797; 3e éd.: Wien, Bauer, 1817.
- en français:
  - La fleur des batailles, ou Histoire des hauts faits de Doolin de Mayence; de Geoffroy son fils, duc de Mayence et de Danemarck; et du célèbre Ogier le Danois, duc de Mayence et de Danemarck, l'un des douze pairs et preux de la cour de Charlemagne, Paris, [Cuchet] (Bibliothèque universelle des dames. Cinquième classe, Romans, 11), 1787, [4] + 272 + [2] p.

## Études
- Colombo Timelli, Maria, « Doolin de Maience », Nouveau répertoire de mises en prose (XIVe – XVIe siècle), éd. Maria Colombo Timelli, Barbara Ferrari, Anne Schoysman et François Suard, Paris, Classiques Garnier (Textes littéraires du Moyen Âge. Mises en prose, 30), 2014, p. 209-214.
- Colombo-Timelli, Maria, « La Fleur des batailles Doolin de Maience (Paris, Antoine Vérard, 1501), "Le monde entour et environ": la geste, la route et le livre dans la littérature médiévale. Mélanges offerts à Claude Roussel, éd. Émilie Goudeau, Françoise Laurent et Michel Quereuil, Clermont-Ferrand, Presses universitaires Blaise Pascal (Erga, 14), 2017, p. 45-53.
- Pinvidic, Mary-Jane, « La tradition en prose de Doon de Maience, chanson de geste. Inventaire des éditions des XVIe et XVIIe siècles », Romania, 115, 1997, p. 207-246. DOI: 10.3406/roma.1997.2236
- Pindivic, Marie-Jeanne, « Vue synoptique des témoins de la chanson de Doon de Mayence (manuscrits et première mise en prose) », La geste de Doon de Mayence dans ses manuscrits et dans ses versions, éd. Dominique Boutet, Paris, Champion (Colloques, congrès et conférences sur le Moyen Âge, 19), 2014, p. 15-30.